# طنبو
قرية طنبو هي إحدى القرى التابعة لمركز بني مزار بمحافظة المنيا في جمهورية مصر العربية. حسب إحصاءات سنة 2006، بلغ إجمالي السكان في طنبو 8314 نسمة، منهم 4189 رجلا و4125 امرأة.